# Hirondelle à queue blanche
Hirundo megaensis
Espèce
Statut de conservation UICN

 VU C2a(ii) : Vulnérable
L'Hirondelle à queue blanche (Hirundo megaensis) est une espèce de passereaux de la famille des Hirundinidae, endémique d'Éthiopie.
C'est une espèce monotypique (non subdivisée en sous-espèces).